# D.Gray-man
『D.Gray-man』（ディー・グレイマン）は、星野桂による日本の漫画作品。略称は「Dグレ」。
『週刊少年ジャンプ』（集英社）2004年27号から2009年22・23合併号まで連載され（186夜まで）、『赤マルジャンプ』（同）2009SUMMERの掲載を経て（187夜）、『ジャンプスクエア』にて2009年12月号より2013年2月号まで連載（188夜から218夜まで）。2年半の長期休載を経て新増刊号『ジャンプSQ.CROWN』に移籍。同誌休刊後は、後継誌『ジャンプSQ.RISE』に移籍。なお、『週刊少年ジャンプ』連載後期は、度々連載と休載を繰り返していた。2025年7月時点で累計発行部数は2700万部を突破している。
仮想19世紀末のヨーロッパを舞台としている。
話数カウントは「 - 夜」。

## あらすじ
「機械」「魂」「悲劇」を材料に造り出される悲しき悪性兵器「AKUMA（アクマ）」。AKUMAの製造者で世界終焉への計画を進める「千年伯爵」。
そして、唯一AKUMAを破壊できる神の結晶「イノセンス」に選ばれた存在である、「エクソシスト」達。主人公の「アレン・ウォーカー」もその一人であった。
アレンは世界とAKUMAに縛られた魂を救うべく、仲間と共に長く険しい戦いに身を投じていく。

## 用語解説

### 「黒の教団」関連
黒の教団
世界の終焉を阻止するためヴァチカンの命によって設立された直属の対AKUMA軍事機関。黒の教団に所属する者はヴァチカンの名（ローズクロス）においてあらゆる場所への出入りが許可されており、任務で生じる費用は（たとえそれが修理費用でも）全て教団が支払う。本部は断崖絶壁に位置していたが、ルル＝ベルによる襲撃により壊滅寸前まで追い込まれたため、ロンドン付近の島に移動した。関係者はここを住居・拠点として活動しており、「ホーム」とも呼ばれている。アジア、オセアニア、中東、アフリカ、北アメリカ、南アメリカに支部がある。
大元帥
黒の教団において最上級である階級者。元帥と室長に命令を出す権限を持つ。ティエドールの話からエクソシストではないもよう。5人存在している。
室長
正式名は「黒の教団本部長代行監理官兼中央統合参謀司令室室長」。教団の頭脳というべき役職でサポート派の頂点。エクソシストにも指示を出す。現在はコムイ・リーがその地位にある。Lv4によればその重要性はエクソシストにも匹敵するらしい。
科学班（インテリ）
黒の教団第1班。エクソシストや探索部隊が活動するのに必要な武器や道具、団服の作成などを行う（ただし、仕事そっちのけで妙な道具や薬品を創り、それにより大きな問題を起こすこともある）。それぞれの専門に秀でた者が多く、地質学や植物学に長けた者もいる。たとえばリーバー班長であれば、化学・数学・言語学が専門分野である。また、退団時には教団での記憶を消す薬を飲まなくてはならない。
ルル=ベルによる本部襲撃によってタップ・ドップ、マービン・ハスキンを含む半数の班員を失ったため、本部移転の際にレゴリー・ペック、マーク・バロウズら中央庁の面々やジジ・ルゥジュン、キャッシュ・ドップら各支部から人員を補充し全3班に再編成。それまでの主要メンバーは第一斑に所属することになる。
探索班
黒の教団第2班。班員を探索部隊（ファインダー）と言う。世界中の情報収集を担当。イノセンスによる奇怪が起きていると思われる場所に赴き調査活動を行う。最も死亡率が高い職域である。
医療班
黒の教団第3班。エクソシスト・ファインダー等の治療を担当する。婦長、ドクターが中心となっている。
通信班
黒の教団第4班。エクソシスト・ファインダーからの通信を担当する。
警備班
黒の教団第5班。黒の教団の警備全般担当。主に門や水路など出入り口となる箇所を警備。門番のアレスティーナ＝ドロエ＝ギョナサン＝P＝ルーボーソン＝ギア＝アマデウス＝5号もここに該当。
対外調整班
黒の教団第6班。外交活動担当。本編にその班員は未だ登場していない。
総合管理班
黒の教団第7班。事務・雑務担当。料理長・ジェリーもここに該当。
協力者（サポーター）
世界各地の教団支部に所属して、普段は民間人として活動しながら裏で黒の教団の活動を支える。アニタやマホジャがそれに当たる。
監査役
ヴァチカンから監査のため、黒の教団内に出向してきている人間。ルベリエやリンクが該当。

### 「エクソシスト」関連
エクソシスト
黒の教団に所属するアクマ退治を専門とする黒の聖職者（クラーヂマン）。アレン入団時は19人が所属していた。全員黒の団服（コート）を着用している。胸には教皇の象徴であるローズクロスがある。
「エクソシスト」とはあくまで黒の教団に所属することによって呼ばれる名称である。
通常は適合者不明のイノセンスを持つ元帥によって発見されるが、ごくたまにアレンのような寄生型の適合者など、既にイノセンスを所有している適合者も居る。戦力確保やハートの保護などの事情で適合者は発見次第教団本部へと出向することになり、改めて適合者と認定された時初めて名乗ることが許される。
第二エクソシスト
人造使徒計画の研究で生み出された2体の被検体のこと。どんなに傷を負っても急速に治癒する超速再生能力を持っている。「人造使徒」と名付けられてはいるが、実際は再起不能となったエクソシストを再び戦わせるべく、その脳を「器」となる別の肉体に移植して生み出された存在。アジア支部のチャン家と北米支部のエプスタイン家が実験の指揮を執っていた。だが、器の記憶が戻る可能性がある。そして、記憶が戻った被検体のうちの一体アルマ=カルマの暴走によって、研究員46名が死亡したことから実験は凍結された。アルマはもう1体の被検体である神田によって機能を停止し、第三エクソシスト計画に利用されることになる。
第三エクソシスト
北米支部長レニー・エプスタインの指揮の下、アクマの卵核と融合したアルマの細胞を移植され半アクマとなった者達。身体の一部をアクマのように変形させ、アクマを吸収・消滅させてしまう能力を持つ。しかしイノセンスの力を持たないため、アクマに内蔵された魂の浄化はできずもろとも破壊してしまう。アクマを取り込み「母体化」するという使命が課せられる。元鴉のマダラオ、テワク、トクサ、キレドリ、ゴウシの5人がそれに当たる。だが、全員アルマの細胞を受け継いでいるため、アルマがアクマになると同時にダークマターが覚醒してしまう。そして、生き残った第三エクソシストはノアに連れ去られ、ノアの軍門に下った。
元帥
イノセンスとの同調率が100%を越えた「臨界者」のみが名乗ることができる高位エクソシスト。普段は教団を離れて単独で任務に当り、その任務と同時に世界のどこかに居る適合者を探すため世界を回っている。殉職したケビン・イエーガー、クロス・マリアンを除けば、フロワ・ティエドール、ウィンターズ・ソカロ、クラウド・ナインの3人が現在の元帥。通常は定期的に教団と連絡を取り合う。
ゴーレム
教団にいるのは、科学班によって作られる機械を内蔵したタイプ。エクソシストは任務遂行のサポートのため、本部を含めた遠距離への無線通信が可能なタイプのゴーレムを各自1体与えられている。電話回線を通じた遠距離通話も可能だが、教団本部への通信はそのゴーレムの所有者のみに制限され、10km圏内ならゴーレム同士で居場所が辿れる。教団本部の周囲には監視カメラの役割を備えたゴーレムが多数飛んでいる。
アレンの所持するティムキャンピーは本来クロスと「契約」したゴーレムとなっており、映像記録機能を持つ他、粉々になっても再生できるなど従来のゴーレムとは製造法が違うものと思われる。機械を内蔵せず自然物のみで構築されているため、機械通信機能などを内蔵するほかのゴーレムや各教団への連絡手段を持たないがアレンの耳をかじったりするなど、明確な意志を持っていると思われる。
団服（コート）
左胸に十字架の紋章（ローズクロス）が入ったコート。科学班が製作を担当し、エクソシストと教団支部長クラス以上の幹部職員のみが着用を許される。
基本的なデザインコンセプトは同一だが細部は各自の好みで異なる。エクソシストのコートは黒地に銀の装飾、元帥は金の装飾。対して幹部職員や探索部隊のコートは白地である。室長はそれに白のローズクロスが装飾されている。エクソシストの団服は戦闘の際の守りを考慮した構造。そのため初期のものは重く、作中で何度か軽量化も兼ねたリニューアルが行われている。首飾りとしてセットで支給されるボタンの裏には持ち主の名前が彫られている。

### 「イノセンス」関連
イノセンス
「神の結晶」と呼ばれる不思議な力を帯びた（キューブの中に眠っていた物）、謎の多い物質。「原石」と呼ばれる結晶の周りに2つの金色の歯車状の物が交差した形状の状態で発見されることが多いが、人間の手によってあるいは自身で様々な物体に変化しているものも存在する。総数は109個だが、千年伯爵やノアの一族の手で既に相当数が破壊されており、残存する数は不明。ノアの一族とは対極の存在。第3巻冒頭時点で回収されたイノセンスは全部で41個。また、ティキ曰く「この世の物質じゃない」らしく、そのために彼の能力でもイノセンスだけは例外だという。
ある一定の距離に適合者がいれば飛んでいくこともできるが、それ以外は元帥達など、適合者以外の手によって適合者が居る辺りまで運ばれる必要がある。AKUMAやノアに対する敵意を宿していることから、伯爵曰く「自分達を殺すためなら何でもやる悪魔」。ヘブラスカによると適合者の強い思いに反応してイノセンスが進化してきているらしい。
ハート
全てのイノセンスの核となる特別なイノセンス。ハートが破壊されてしまうと他のイノセンス全ても力を失う。分かっていることは「まだ破壊されていない」ということと、キューブに記されている限りでは「ハートはひとつ」ということだけであって、形状も能力も所在も一切が不明であるので、既に適合者によって運用されている可能性もある。千年伯爵やノアの一族が、虱潰しにイノセンスを破壊するのはそのためでもある。現在ハートの適合者ではないかと思われているエクソシストが数名いるが、実際のところは不明である。
適合者
イノセンスを扱える者。適合者であると判明したものは黒の教団にスカウトされてエクソシストとなるか、千年伯爵によって始末される場合がほとんどである。しかし、適合者はイノセンス1個に対し1人（クロスは例外的に2つの対AKUMA武器を所有している）の上、イノセンス自体が109個しかないので、そうそう適合者が見つかることはない。
対アクマ武器
対AKUMA用に武器化したイノセンス。世界で唯一、AKUMAのボディに傷をつけ破壊することが可能。個々のイノセンスに宿っている力の違いから、対AKUMA武器の形状や能力もそれぞれに異なる。大きく装備型と寄生型2種類に分けられる。その他には適合者の強い思いでイノセンスが進化した、寄生型でも装備型でもない結晶型が存在する。タイプごとの違いは以下の通り。
装備型（そうびタイプ）
イノセンスを人為的に加工して製造した対アクマ武器。大半のエクソシストは装備型の対アクマ武器の適合者である。
装備型の適合者は後述の寄生型と違って、イノセンスとの身体的な繋がりを持たないので、イノセンスの原石が持つ強大な力の制御が難しく、原石のまま発動していると使用者の体の方が破壊されてしまう。したがって、イノセンスを加工・武器化することでイノセンスの力を抑えて武器として扱えるようになる。ちなみに対アクマ武器を製作する際には、イノセンスごとの能力や性質を分析して、それに見合った形状に仕立て上げる。
なお、装備型イノセンスは発見当時から原石のままではなく、ミランダのように、特殊加工をしていないにもかかわらず何らかの形状をしている物（置時計の何処かの部品）、イノセンス原石が装備品へと変貌したケース（チャオジーの腕輪型対アクマ武器）も劇中で確認されている。
あくまでもイノセンスの性質に左右されるので、ミランダの「刻盤」のように武器の形をしていないものもある。強制開放のリスクは寄生型より大きい。
結晶型（けっしょうタイプ）
装備型のイノセンスが進化した対アクマ武器。イノセンスが一度適合者の体内に入り、その血液を取り込み金属体へと変質させて再度体外に出ることで適正な形状に武器化する（その際、体外に出るときに適合者の身体は十字型の傷を負う）。そのため、破損しても自らの血を補填することで修復できる。また寄生型ほどではないが血液を媒介にしているのでイノセンスとの繋がりが強く、戦闘では装備型のように「操作」する必要がないようで、適合者が強く念じることにより、その「想い」に応じ出力が変化する。
本部でのLv4アクマとの戦闘においてリナリーが初めて発現した。
寄生型（きせいタイプ）
イノセンスの原石が適合者の肉体とシンクロして、適合者の肉体の一部が武器化した対アクマ武器。寄生型の適合者は装備型の適合者に比べて非常に少ない。装備型同様、原石ではなく別の形をとっているケースも確認されている（例：クロウリーの食人花の赤ちゃん「ロザンヌ」）。
寄生型の適合者は自分の肉体の一部を武器化するので、イノセンスとのシンクロ率が高く、装備型に比べてイノセンスの力をより引き出せる。傷ついた対アクマ武器を自己修復する場合もあって、体内のイノセンスが侵入してきたダークマターを浄化するので、AKUMAの血のウイルスで死ぬこともない。その反面、体力の消耗が激しく、寄生型の適合者は寿命も短い傾向にあり、みな非常に大食いである。また、武器が損傷すると神経にダメージを受けてしまう。
また、作中に登場する寄生型の適合者は、アレンを除いていずれもイノセンスを体内に取り込んだ経緯（クロウリーの「ロザンヌに噛まれて歯が生え替わった」など）を持っており、生まれつきイノセンスを宿していたのはアレンのみである可能性が高い（ただし経緯が判明していない適合者もいるため確定的ではない）。

咎落ち（とがおち）
イノセンスの暴走現象。不適合者（イノセンスとのシンクロ率が0以下の人間）がイノセンスとシンクロしようとしたり、適合者がAKUMAやノアに屈してイノセンスの意志を裏切った場合に発生する。体がイノセンスに取り込まれて、強大なエネルギーを放出して破壊行為を繰り返して、24時間以内に命を消費し尽くされて死ぬ。
かつて、教団内で不適合者を無理やりエクソシストにしようとする実験が行われた際に多く発生した。現在は秘密事項として扱われ、教団でも一部の人間しか知らない。その実験には聖女（ヘブラスカ）の一族であるルベリエ家の人間が差し出された。
臨界者（りんかいしゃ）
イノセンスとのシンクロ率が100%（臨界点）を超えた適合者。元帥は全員臨界者である。作中でアレン・ウォーカーも臨界者となる。

### 「千年伯爵」関連
AKUMA（アクマ）
所謂、空想の産物の「悪魔」とは違う、千年伯爵によって造られる生きた悪性兵器。絆の深かった者に死者の魂を喚び出させて、ダークマターから造られた魔導式ボディの原型に取り込み、拘束することで生まれる。一度取り込まれた魂はイノセンスによってAKUMAを破壊されない限り自由はない。自爆などによりエクソシスト以外に破壊されると魂はダークマターごと消滅する。
死者の魂を喚ぶのに利用された人間はその場でAKUMAに殺され、その死体はAKUMAが人間に擬態するために被る皮として利用される。体のどこかに素体となった人間の顔の皮がある。擬態中はほぼ完全に正体を隠すことが可能で、特殊な場合（アレンの左眼など）を除いて人間と見分けられることはまずない。
製造者である伯爵に絶対服従であり、空腹に似た強い殺人衝動を持つ。人を殺すことで進化し、自我を有するようになり、形状や能力を変化させるという特性を持つ。この自我は取り込んだ魂と別の人格であり、AKUMAの自我は殺人のたびに快感を覚え強くなる一方、魂のほうは苦しみ傷つけられる。取り込まれた魂はAKUMAの進化と共にその原形を失っていく。人の皮を被った状態のまま体を部分的に武器へと変形させて戦闘することもある。
AKUMAの血（オイル）は生物にとって猛毒であり、これを弾丸に成形して撃ち出すことができる。AKUMAの血の成分が体内に入った生物はみるみるうちに黒いペンタクルに侵され、そのまま黒い霧状になって霧散（ノアの一族には無効）。回避するにはAKUMAの血が全身に行き渡る前に吸い出すしか無いが、現実的にはほぼ不可能である。
通常AKUMAは人を殺害するものだが、ある地区内でAKUMAの密度が異常に濃いときは殺人衝動を抑えるために共食いし別のAKUMAの能力を奪うことがある。
進化の最終形態は未だ不明。
Lv1
最も数が多く、頻繁に登場する。本体は基本的に逆向きのタマゴ型で、ボディ中央部に顔がある。まだ未発達なため人格を持たず、知性が低く言葉も片言のものが多い。エクソシストとして訓練を積んだ者であれば、単独で複数を撃破することもそれほど難しくない。Lv2の前兆になるとボール型になる。
組み込まれた魂は生前の格好をしているが顔は老人のようにしわがれた仮面に覆われており、首を鎖で繋ぎ止められて涙を流している。
Lv2
Lv1と比べ、個体によって形状がさまざまになり、それぞれに固有の能力を持つようになる。また新たに発達した人格感情（芽生えた心）を持って自律的に行動するようになり、変化した状態でも流暢に喋る。基本的に無名であり名乗ることもないが、アニメのEDクレジットでは一部のものに便宜的に名前が付けられている。
組み込まれた魂は手足を括られたミイラのような状態で、年齢も性別も全く分からない。
Lv3
鎧を纏った大男のような姿で全体的に似た形状をしているが、細部の違いはLv1よりも顕著である。時々、顔面にいくつもの目を開かせることがある。頭部の中に皮となった人間の顔が隠れている。固有の能力を持っている所はLv2と同様だが、接近戦などいくつかのタイプに特化するようになり、格段に強力になる。また登場当初はそれぞれ特徴的な形の羽（エシの蜘蛛の巣のような羽など）を持っていたが、本部襲撃の際などLv3が大量にいるときには、どの個体の羽も同じ形状（天使の羽を縮小したようなもの）で統一されて描かれるようになった。
魂の状態はLv2時よりもさらに悪化し、輪郭が崩れて、不定形のおぼろげな姿となる。
融合体（仮称）
複数のLv1 - Lv3が合体して変形した姿。3つの顔を持つ巨人のような姿をしており、破壊力や防御力もかなり増大している。主に踊りながら行動する。
Lv4
幼い天使のような姿で、ひらがなを喋る。光線で攻撃したり、身体の一部を武器に変形させることも可能。初登場の個体はLv3から妊婦の女性型が脱皮するように現れた。その戦闘力は元帥クラスでも容易く倒せる物ではない。教団で誕生したLv4は人間の神経を揺さぶる雄叫びを不意打ちで放つことで、元帥たちの動きを封じるとともにイノセンスとのシンクロを弱めて一時的に退けさえもした。
長い裏歴史を記録しているブックマンも知らない存在であり、ルル＝ベルによる本部襲撃において教団にとっても初の接触となった。
魂の状態は目もあてられないほどに崩壊し悪化しており、様々なAKUMAの魂を見てきたアレンでさえ嘔吐するほどである。
ダークマター
通称は「暗黒物質」。作中ではAKUMAを構成する物質を指す。イノセンスと相反する物質で、AKUMAが人を殺せば殺すほど強化されていく。ダークマターの能力による影響はAKUMAが倒されると解除される。個々のダークマターは特有の能力を有する。自爆するとダークマターと魂が一緒に吹き飛ぶ。ダークマターは伯爵の魂によって生み出された。

ゴーレム（千年伯爵側）
千年伯爵によって作られる（それ故趣味が入っている）。人間の言葉を理解することができる。種類こそは少ないが、伯爵およびロードが使用する傘型ゴーレム（レロ）、ティキ・ミック使用の食人ゴーレム（ティーズ）、同じくティキ・ミック使用のカード（リスト檻の囚人、セル・ロロン）が確認されている。
ティーズ
ティキ・ミックが使用しているゴーレム。伯爵の趣味によって蝶型である。羽の種類は様々で、主にトランプのマークが付いており、それぞれ異なる。人を主食としており、人間を喰えば喰うほど繁殖し増えていく。巨大化し武器になったり口内から破壊光線を放ったり出来る。

ノアの一族
人類最古の使徒、「ノア」の遺伝子と記憶を受け継ぐ超人達。ロード曰く「神に選ばれた本当の使徒」。歴史の分岐点にたびたび出現しているがどの文献や書物にも記されておらず、歴史の裏でしか語られることはない。千年伯爵と共に“家族”を形成している。身体的特徴は肌が灰色であることと、額に十字架の聖痕が7つあること（前述の特徴を意識的に隠し、ほぼ普通の人間と変わらない姿になることも可能）。千年伯爵同様イノセンスと対極に位置する存在であり、イノセンスを破壊できる力を持つ一方で、体内に直接イノセンスの力を流し込まれると死亡する。
全部で13人（千年伯爵含む）存在することが確認されている。ノアの一族はそれぞれ13個（14番目を含めれば）のノアの記憶と感情を司っている。
- 第1使徒・「千年伯爵」
- 第2使徒・「裁（トライド）」
- 第3使徒・「快楽（ジョイド）」 / ティキ・ミック
- 第4使徒・「欲（デザイアス）」 / シェリル・キャメロット
- 第5使徒・「智（ワイズリー）」
- 第6使徒・「蝕（フィードラ）」
- 第7使徒・「恤（マーシーマ）」
- 第8使徒・「怒（ラースラ）」 / スキン・ボリック
- 第9使徒・「夢（ロード）」 / ロード・キャメロット
- 第10・11使徒・「絆（ボンドム）」 / ジャスデビ（デビットとジャスデロ）
- 第12使徒・「色（ラストル）」 / ルル＝ベル
- 第13使徒・「能（マイトラ）」
- 第14使徒・「破壊＜ネア＞」/アレン・ウォーカー

なおノアメモリーの名がノアとしての本当の名である。
ノアの一族の出現は7000年前にハートとの戦いで第1使徒「千年伯爵」が倒れた際に生き残った十二使徒達が、大洪水で滅びた世界で第二のアダムとなり、現在の人類の祖先となったことに由来している。全ての人類は「ノア」の遺伝子を有し、一つの時代に12人の遺伝子が覚醒しノア化するのは千年伯爵を守るため十二使徒が転生していることの証。彼らは7000年間数多くの人間に転生しイノセンスと戦い続けてきた。なお7000年生き続けている千年伯爵と脳を覗ける魔眼を持つワイズリー以外のノアの一族は、「ノア」の使命を受託しても自身の自我がメモリーに飲まれることを拒絶するため、無意識の内にメモリーを抑えている。ワイズリー曰く人間らしい反応とのことで、もしも解放すれば自我を失いイノセンスを破壊するためだけに行動するメモリーの人形になり果てる。そのため、自分の先代のノアの記憶や7000年前の記憶と本来の力を抑え込んでいる。
ノアの方舟
ノアの一族が作り出す移動手段。空間を越えて移動できるが、詳細はいまだ不明。外見は巨大な立方体のような外見で、全く舟の形をしていない。千年伯爵は動けなくなった古い方舟の代わりに新しい方舟を建造した。空間が次元の狭間に吸収されて消滅しても心臓部さえ無事なら、奏者が鍵盤を弾くことで空間を元通りにすることが出来る。
旧方舟
「14番目」の仕掛けにより長い間江戸に固定されていたが、新方舟製造にあたり不要になったため、アレンらエクソシスト達を幽閉し新方舟にプログラムをダウンロード、消滅に向かっていたが、クロスの助力により奏者として方舟を操ったアレンとティムキャンピーにより完全に復活。その後は各地への人員派遣や本部と各支部をつなぐ移動装置として使われている。
新方舟
伯爵が新たに製造した方舟。AKUMAの生成工場（プラント）もダウンロードされる予定になっていたが、アレンの妨害により失敗している。

奏者（そうしゃ）
方舟に影響を及ぼす存在。千年伯爵と、ノアの長子であるロード、14番目の宿主であるアレン、ティムキャンピーが確認されている。
生成工場（プラント）
アクマのボディを生成するための工場（卵）。ダークマターの塊であるため、元帥でも破壊は難しい。千年伯爵がクロスに妨害されながらも新方舟にダウンロードを終えたかに見えたが寸前にアレンとティムキャンピーが奪い、その後黒の教団の第5研究室に運ばれた。黒の教団に侵入したルル＝ベルらが奪い返そうとしたが、クロス元帥らとアレンにより破壊される。ルベリエの命令により、極秘でリンクが卵の欠片を回収。その後その欠片は北米支部へ届けられた。現在伯爵は新たな卵を製造中。
守化縷（スカル）
千年伯爵によって造られた分厚いコートを着用した骸骨たち。魔術により体を改造された元人間。寿命は約200年。体が丈夫で銃弾程度では死なないが、対AKUMA武器やAKUMAによる攻撃は有効。仕事はアクマ製造手伝い、方舟清掃、伯爵の衣服の縫製など雑務全般。生まれたては動作が鈍いが、慣れると魔術が使えたり話したりできる。死ぬと砂と化して消滅する。
協力者（ブローカー）
人間でありながらノアに従属し、AKUMAの材料（魂と皮となる人間）を提供する者達のこと。基本的に報酬となる多額の金銭目当ての私欲で伯爵に従っている。ただし身の安全が完全に保障されているわけではなく、AKUMAの攻撃の巻き添えになり殺される場合もある。

### その他用語
ストライク
作中のキャラクターが、本人にとって衝撃的な一目惚れをしたときに起こる現象（ラビ、蝋花、李佳、パンダ〔ブックマン〕などが使用）。
ヨッシー
作者の前担当「Y氏」こと吉田幸司をマスコットキャラクター化したもの。茶目っ気のあるウサギ。笑いのポイントでよく出てくる。7巻より巻末で開始された仕事場の様子を描いた漫画（Dグレ劇場）では、ヨッシーの愛らしい外見とは似ても似つかない「Y氏」の冷めっぷりが描かれている。その他にも、2006年の『週刊少年ジャンプ』43号のアニメ版情報コーナー「D.Gray-Room」の背景の絵では磔にされていた。作者はこのキャラクターの姿をしたAKUMAを出そうと考えている。ヨッシーの愛らしさと吉田の暗さのギャップを皮肉るためにその名前がつけられたという話もある。
ギニー
D.Gray-manの世界で使われている通貨。実際に17世紀後半から19世紀初頭に流通したイギリスの金貨で、1971年の十進法移行まで原稿料、謝礼金などの表示に用いた。1ギニー＝21シリング＝1.05ポンド（1ポンド＝20シリング）。仮想19世紀である作中では1ギニー＝約2万円相当となる。
ブックマン
世界の裏歴史を記録する役目を負う一族。次期後継者はラビ。中立の立場でより正確な記録を取るため様々な立ち位置から歴史の変遷を観察し、時に任務上属していた陣営から敵方へと渡り歩く場合もあり、名を変える。その過程でノア側にいたこともあるらしい。
ブックマンの持つ情報はブックマンしか口外してはならないという決まりがあり、ブックマンJr.のラビには口にする資格がない。
コムリン
コムイがエクソシストのサポート等を目的に開発したロボットの名称（I〜EXまで、様々）。
改造AKUMA
日本でクロス・マリアンによって改造されたLv.2のAKUMA達。千年伯爵の命令を聞かなくても行動できるようになっていて、エクソシストに協力する者が多い。だが、殺人衝動はそのまま残っていて、その衝動に負けそうになると自動的に自爆するようになっている。
時の破壊者
アレン・ウォーカーのことで、ヘブラスカから受けた「アレン・ウォーカー、お前は黒い未来で絶大な力を発揮し、いずれ、時の破壊者となるだろう」という予言から。「時」が「千年」に通じるところから、ブックマンはこの予言を、アレンが千年伯爵を破壊するという意味と解釈している。
門番
黒の教団本部の5代目門番。本名は「アレスティーナ＝ドロエ＝ギョナサン＝P＝ルーボソン＝ギア＝アマデウス5号」だが、あまりに長いため毎回「門番」で済まされてしまう。目から不思議な光線を出し(レントゲン)、悪魔かどうか識別する。
魔術
詳細不明。扱える人物は現時点では千年伯爵とクロス、守化縷のみである。
コムビタンD
コムイが日頃疲れている本部職員のため滋養強壮剤として開発した薬品。しかし接種すると自我を失いゾンビのようになる上、次々と他人に噛みついて感染させるという欠点を抱えていたため、科学班の手により隠されていた。ワクチンは感染源である人物からしか作れない。

## ZONE
『赤マルジャンプ』2003年WINTER号に掲載。その後、読者アンケートで3位を獲得した読切である。星野のデビュー作品であり、『D.Gray-man』の前身的な作品となっている。D.Gray-man公式ファンブック『灰色ノ聖櫃』に収録されている。

### あらすじ（ZONE）
明治13年大阪。異人とのハーフ・リナリーは、働く饅頭屋の前で行き倒れていた異人の少年・ロビンを拾う。ロビンは悪魔を破壊するエクソシストで、師匠の剣を江戸の刀鍛冶に出すため日本までやって来ていた。そんな折、ニヴォーズ号で沈没して死んだ筈のリナリーの恋人が生きているという連絡が入る。しかし、それは千年伯爵の卑劣な罠にすぎなかった。

### 登場人物（ZONE）
ロビン（Robin）
本作品の主人公。師匠が忘れた剣「アバドン」を届けるため日本へやって来たが、路銀が尽きたため、大阪で船を降ろされてしまう。仏蘭西人の少年の姿だが、少女の魂が宿っており、髪が長い。アレンのキャラクターデザインについて解説しており、「そいつ（ロビン）は♀だったので髪長くしたんですよ」と述べている。
左腕には対悪魔用の十字架を埋め込んだ師匠の腕を移植している。彼女自身もかつて千年伯爵に騙され魂を奪われた悪魔で、千年伯爵を倒し、すべての悪魔を壊すことを目指している。作中で「中身は姉のジュリアである」と語っているが、真偽のほどは不明。
設定の骨子は『D.Gray-man』の主人公であるアレン・ウォーカーに受け継がれている。
リナリー（Lenalee）
異人と日本人のハーフで饅頭屋で働く。2年前に沈んだニヴォーズ号に乗っていた恋人が生きているという手紙を千年伯爵から受け取る。
千年伯爵（せんねんはくしゃく / The Millennium Earl）
愛する人を亡くした者に対して、蘇生を持ちかける謎の男。実は呼び戻した死者の魂を利用し、死者と絆で結ばれていた者の身体を使って悪魔を作る悪魔製造者。
師匠（Master）
ロビンの師匠であるエクソシスト。彼女に自分の左腕を授ける。容姿はクロス・マリアンに受け継がれている。

## 書誌情報

### 漫画

#### 単行本
- 星野桂 『D.Gray-man』 集英社〈ジャンプ・コミックス〉、既刊29巻（2025年7月4日現在）
  1. 「opening」2004年10月9日第1刷発行（10月4日発売[集 1]）、ISBN 4-08-873691-5
  2. 「土翁と空夜のアリア」2004年12月31日第1刷発行（12月27日発売[集 2]）、ISBN 4-08-873760-1
  3. 「巻き戻しの街」2005年3月9日第1刷発行（3月4日発売[集 3]）、ISBN 4-08-873784-9
  4. 「元帥の危急」2005年5月7日第1刷発行（5月2日発売[集 4]）、ISBN 4-08-873810-1
  5. 「予覚」2005年7月9日第1刷発行（7月4日発売[集 5]）、ISBN 4-08-873832-2
  6. 「削除」2005年10月9日第1刷発行（10月4日発売[集 6]）、ISBN 4-08-873865-9
  7. 「時の破壊者」2005年12月31日第1刷発行（12月26日発売[集 7]）、ISBN 4-08-873888-8
  8. 「メッセージ」2006年7月9日第1刷発行（7月4日発売[集 8]）、ISBN 4-08-874029-7
  9. 「僕らの希望」2006年11月7日第1刷発行（11月2日発売[集 9]）、ISBN 4-08-874293-1
  10. 「ノアズ メモリー」2007年2月7日第1刷発行（2月2日発売[集 10]）、ISBN 978-4-08-874318-9
  11. 「ルージュの舞台」2007年5月7日第1刷発行（5月2日発売[集 11]）、ISBN 978-4-08-874341-7
  12. 「Poker」2007年8月8日第1刷発行（8月3日発売[集 12]）、ISBN 978-4-08-874403-2
  13. 「闇の吟」2007年12月9日第1刷発行（12月4日発売[集 13]）、ISBN 978-4-08-874435-3
  14. 「みんなが帰ってきたら」2008年3月9日第1刷発行（3月4日発売[集 14]）、ISBN 978-4-08-874486-5
  15. 「本部襲撃」2008年6月9日第1刷発行（6月4日発売[集 15]）、ISBN 978-4-08-874528-2
  16. 「next stage」2008年9月9日第1刷発行（9月4日発売[集 16]）、ISBN 978-4-08-874566-4
  17. 「正体」2008年12月9日第1刷発行（12月4日発売[集 17]）、ISBN 978-4-08-874605-0
  18. 「ロンリーボーイ」2009年6月9日第1刷発行（6月4日発売[集 18]）、ISBN 978-4-08-874642-5
  19. 「聖戦ブラッド」2009年12月9日第1刷発行（12月4日発売[集 19]）、ISBN 978-4-08-874675-3
  20. 「ユダの呼」2010年6月9日第1刷発行（6月4日発売[集 20]）、ISBN 978-4-08-874764-4
  21. 「リトル グッバイ」2010年12月8日第1刷発行（12月3日発売[集 21]）、ISBN 978-4-08-870133-2
  22. 「Fate」2011年6月8日第1刷発行（6月3日発売[集 22]）、ISBN 978-4-08-870240-7
  23. 「歩みだすもの」2012年4月9日第1刷発行（4月4日発売[集 23]）、ISBN 978-4-08-870392-3
  24. 「キミの傍に」2013年11月6日第1刷発行（11月1日発売[集 24]）、ISBN 978-4-08-870539-2
  25. 「彼は愛を忘れている」2016年6月8日第1刷発行（6月3日発売[集 25]）、ISBN 978-4-08-880635-8
  26. 「秘密と亡骸」2019年2月9日第1刷発行（2月4日発売[集 26]）、ISBN 978-4-08-881712-5
  27. 「赤腕とピエロ」2020年8月9日第1刷発行（8月4日発売[集 27]）、ISBN 978-4-08-882389-8
  28. 「赤腕とマナ」2022年10月9日第1刷発行（10月4日発売[集 28]）、ISBN 978-4-08-883268-5
  29. 「もうひとりのBOOKMAN Jr.」2025年7月9日第1刷発行（7月4日発売[集 29]）、ISBN 978-4-08-884330-8

#### 総集編
- 星野桂 『D.Gray-man 特別総集編』 集英社〈集英社マンガ総集編シリーズ〉、全3巻
  1. 「灰ノ饗宴」2009年11月13日発売[集 30]、ISBN 978-4-08-111016-2
  2. 「灰ノ饗宴II」2009年11月13日発売[集 31]、ISBN 978-4-08-111018-6
  3. 「灰ノ饗宴III」2009年11月13日発売[集 32]、ISBN 978-4-08-111019-3

### 小説
- 星野桂（原作） / 城崎火也（著） 『D.Gray-man reverse』 集英社〈ジャンプ ジェイ ブックス〉、既刊3巻（2010年12月3日現在）
  1. 「旅立ちの聖職者」2005年5月30日発売[集 33]、ISBN 4-08-703156-X
  2. 「四十九番目の名前」2006年7月4日発売[集 34]、ISBN 4-08-703165-9
  3. 「Lost Fragment of Snow」2010年12月3日発売[集 35]、ISBN 978-4-08-703232-1

### 公式ファンブック
- 『灰色ノ聖櫃-グレイアーク-』2008年6月4日発売[集 36]、 ISBN 978-4-08-874248-9
- 『D.Gray-manキャラクターランキングブック キャラグレ！』2011年7月4日発売[6]、ISBN 978-4-08-870268-1
- 『D.Gray-man 公式ファンブック 灰色ノ記録』2017年8月4日発売[7]、ISBN 978-4-08-880848-2

### 画集
- 『テレビアニメ公式ビジュアルコレクション D.Gray-man 道化ノ聖画』2008年9月4日発売[8]、ISBN 978-4-08-102076-8
- 『星野桂 D.Gray-manイラスト集 Noche』2010年2月4日発売[9]、ISBN 978-4-08-782264-9
- 『D.Gray-manビジュアルブック Gray Walker』は2016年9月2日発売予定であった[10]が2017年6月2日に発売中止が発表された[11]。

## テレビアニメ
2006年と2016年の2度、テレビアニメ化されている。

### 第1作
2006年10月から2008年9月までテレビ東京系列で放送された。全103話。第2シーズンとなる52話から102話では、次回予告終了後におまけとして「D.Gray-man劇場」（別名：神田救済計画）が挿入されている。その後、「D.グレ学園」と改名され、エクソシスト達やノアの一族などが生徒あるいは教師として登場している。

#### スタッフ
- 原作 - 星野桂[12]
- 監督 - 鍋島修[12]
- シリーズ構成 - 吉田玲子[12]
- キャラクターデザイン - 守岡英行[12]
- デザインワークス - 森木靖泰
- サブデザイン - 桑原有紀
- 美術監督 - 古賀徹[12]
- 色彩設計 - 手嶋明美
- 撮影監督 - 土田栄司
- 編集 - 長坂智樹
- 音楽 - 和田薫
- 音楽プロデューサー - 鎌形英一、佐野弘明、佐藤成俊
- 音響監督 - なかのとおる
- プロデューサー - 東不可止→岩田伸一、小熊晃代、鶴木洋介
- アニメーション制作 - トムス・エンタテインメント[12]
- 製作 - テレビ東京、dentsu、トムス・エンタテインメント

#### 主題歌
オープニングテーマ
「INNOCENT SORROW」（第1話 - 第25話）
作詞 - 西川貴教 / 作曲 - 柴崎浩 / 編曲・歌 - abingdon boys school
「Brightdown」（第26話 - 第51話）
作詞・作曲 - 藤末樹 / 編曲 - nishi-ken / 歌 - 玉置成実
「Doubt & Trust 〜ダウト&トラスト〜」（第52話 - 第76話）
作詞 - 井上秋緒 / 作曲・編曲 - 浅倉大介 / 歌 - access
「激動」（第77話 - 第103話）
作詞・作曲 - TAKUYA∞ / 編曲 - UVERworld、平出悟 / 歌 - UVERworld

エンディングテーマ
「SNOW KISS」（第1話 - 第13話）
作詞 - 岩田アッチュ / 作曲 - 岩田アッチュ、伊藤孝氣 / 編曲・歌 - NIRGILIS
「Pride of Tomorrow」（第14話 - 第25話）
作詞 - 立田野純 / 作曲 - すみだしんや / 編曲 - 宇佐見秀文 / 歌 - JUNE
「夢の続きへ」（第26話 - 第38話）
作詞 - 椎名慶治 / 作曲・編曲 - 原一博 / 歌 - surface
「アントワネットブルー」（第39話 - 第51話）
作詞・歌 - 北出菜奈 / 作曲 - 山口寛雄 / 編曲 - 家原正樹
「あなたがここにいる理由」（第52話 - 第64話）
作詞・作曲・歌 - Rie fu / 編曲 - 笹路正徳
「Wish」（第65話 - 第76話）
作詞・歌 - Sowelu / 作曲・編曲 - Shinichiro Murayama
「regret」（第77話 - 第89話）
作詞・作曲・歌 - 星村麻衣 / 編曲 - 鈴木Daichi秀行
「Changin'」（第90話 - 第103話）
作詞 - ステファニー、mavie / 作曲・編曲 - ジョー・リノイエ / 歌 - ステファニー

#### 各話リスト
| 話数        | サブタイトル                   | 脚本        | 絵コンテ                | 演出        | 作画監督              | 放送日         |
| 第1シーズン | 第1シーズン                    | 第1シーズン | 第1シーズン             | 第1シーズン | 第1シーズン           | 第1シーズン    |
| ----------- | ------------------------------ | ----------- | ----------------------- | ----------- | --------------------- | -------------- |
| 1           | アクマを狩る少年               | 吉田玲子    | 鍋島修                  | 原田奈奈    | ふくだのりゆき        | 2006年 10月3日 |
| 2           | 黒の教団                       | 吉田玲子    | 香川豊                  | 熨斗谷充孝  | 岩佐裕子              | 10月10日       |
| 3           | マテールの亡霊                 | 浦畑達彦    | 本多康之                | 小野田雄亮  | 南伸一郎              | 10月17日       |
| 4           | 土翁と空夜のアリア             | 浦畑達彦    | 栗本宏志                | 栗本宏志    | 伊藤秀樹 町田真一     | 10月24日       |
| 5           | 子守唄を聞かせて               | 浦畑達彦    | 篠崎康行                | 篠崎康行    | 秦野好紹              | 10月31日       |
| 6           | 災いを呼ぶもの                 | 上代務      | 鍋島修                  | 原田奈奈    | 平山智                | 11月7日        |
| 7           | 記憶の墓標                     | 上代務      | 四谷光宏 いまざきいつき | 熨斗谷充孝  | 斉藤和也              | 11月14日       |
| 8           | 黒の教団壊滅事件!?             | 高橋ナツコ  | 香川豊                  | 小野田雄亮  | ふくだのりゆき        | 11月21日       |
| 9           | 巻き戻しの街                   | 吉田玲子    | 山本靖貴                | 原田奈奈    | 南伸一郎              | 11月28日       |
| 10          | 不幸な女のイノセンス           | 吉田玲子    | 栗本宏志                | 栗本宏志    | 町田真一 伊藤秀樹     | 12月5日        |
| 11          | ミランダ・ロットーの思い       | 浦畑達彦    | 三浦和也                | 原田奈奈    | 岩佐裕子              | 12月12日       |
| 12          | そして街に雪が降り…            | 浦畑達彦    | 本多康之                | 熨斗谷充孝  | 芝美奈子              | 12月19日       |
| 13          | 団服と共に                     | 高橋ナツコ  | 鍋島修                  | 原田奈奈    | 斉藤和也 服部憲知     | 12月26日       |
| 14          | 復活の葉                       | 吉田玲子    | 香川豊                  | 香川豊      | 秦野好紹              | 2007年 1月9日  |
| 15          | 吹雪の果て                     | 吉田玲子    | 隆一郎                  | 三浦和也    | 芝美奈子              | 1月16日        |
| 16          | 千年の剣士                     | 上代務      | 西澤晋                  | 原田奈奈    | 岩佐裕子 秋田英人     | 1月23日        |
| 17          | 剣士達の誇り                   | 上代務      | 西澤晋                  | 熨斗谷充孝  | 青野厚司              | 1月30日        |
| 18          | リナリーの恋                   | 山田健一    | 鍋島修                  | 原田奈奈    | 服部憲知              | 2月6日         |
| 19          | 古城の吸血鬼                   | 浦畑達彦    | 岩間貴                  | 剛田隼人    | 南伸一郎              | 2月13日        |
| 20          | がんばれエクソシスト様         | 浦畑達彦    | 江上潔                  | 向後知一    | 秦野好紹              | 2月20日        |
| 21          | クロウリー、襲撃               | 浦畑達彦    | 香川豊                  | 原田奈奈    | 小山知洋              | 2月27日        |
| 22          | エリアーデの真実               | 浦畑達彦    | 武内宣之                | 栗本宏志    | 町田真一 伊藤秀樹     | 3月6日         |
| 23          | ワタシが愛した吸血鬼           | 浦畑達彦    | 江上潔                  | 熨斗谷充孝  | 岩佐裕子              | 3月13日        |
| 24          | クロウリーの旅立ち             | 山田健一    | 岩間貴                  | 原田奈奈    | 服部憲知              | 3月20日        |
| 25          | 元帥の鎖                       | 上代務      | 大庭秀昭                | 三浦和也    | 南伸一郎              | 3月27日        |
| 26          | 終末への幕明け                 | 吉田玲子    | 鍋島修                  | 原田奈奈    | 斎藤和也 小山知洋     | 4月3日         |
| 27          | わが師、クロス元帥             | 上代務      | いまざきいつき 四谷光宏 | 熨斗谷充孝  | 芝美奈子 中本尚子     | 4月10日        |
| 28          | エクソシスト・クロウリー       | 山田健一    | 栗本宏志                | 栗本宏志    | 町田真一 伊藤秀樹     | 4月17日        |
| 29          | 魂を売る者・前編               | 上代務      | 江上潔                  | 剛田隼人    | 秦野好紹              | 4月24日        |
| 30          | 魂を売る者・後編               | 上代務      | 岩間貴                  | 三浦和也    | 南伸一郎              | 5月1日         |
| 31          | 迷子のミランダ                 | 吉田玲子    | 香川豊                  | 原田奈奈    | 津熊健徳              | 5月8日         |
| 32          | なぞの幽霊船                   | 山田健一    | 大庭秀昭                | 大庭秀昭    | 小山知洋              | 5月15日        |
| 33          | 魔女の棲む村・前編             | 浦畑達彦    | 江上潔                  | 熨斗谷充孝  | 中本尚子 原田幸枝     | 5月22日        |
| 34          | 魔女の棲む村・後編             | 浦畑達彦    | 本多康之                | 栗本宏志    | 町田真一 伊藤秀樹     | 5月29日        |
| 35          | 風をまとうエクソシスト         | 上代務      | 香川豊                  | 原田奈奈    | 秦野好紹              | 6月5日         |
| 36          | 闇の帳                         | 笠原邦暁    | 江上潔                  | 三浦和也    | 南伸一郎              | 6月12日        |
| 37          | 隣人の鐘〜チャリティ・ベル〜   | 吉田玲子    | 岩間貴                  | 若林漢二    | とみながまり          | 6月19日        |
| 38          | フロワ・ティエドール           | 浦畑達彦    | 江上潔                  | 熨斗谷充孝  | 津熊健徳              | 6月26日        |
| 39          | 沈黙の棺                       | 浦畑達彦    | 隆一郎                  | 大庭秀昭    | 小山知洋              | 7月3日         |
| 40          | 鎮魂の薔薇                     | 笠原邦暁    | 鍋島修                  | 原田奈奈    | 中本尚子 原田幸枝     | 7月10日        |
| 41          | 新たなる刺客                   | 上代務      | 梅本唯                  | 栗本宏志    | 伊藤秀樹 町田真一     | 7月17日        |
| 42          | 黒猫の罠                       | 吉田玲子    | 本多康之                | 若林漢二    | 南伸一郎              | 7月24日        |
| 43          | さまよえる石像                 | 浦畑達彦    | 江上潔                  | 原田奈奈    | 岩佐裕子              | 7月31日        |
| 44          | 鉄扇の侍女                     | 山田健一    | 大庭秀昭                | 大庭秀昭    | 小山知洋              | 8月7日         |
| 45          | 奇妙な館                       | 砂山蔵澄    | 江上潔                  | 熨斗谷充孝  | 津熊健徳              | 8月14日        |
| 46          | 白銀の幻影                     | 上代務      | 香川豊                  | 原田奈奈    | 中本尚 原田幸枝       | 8月21日        |
| 47          | 水晶の少女                     | 浦畑達彦    | 栗本宏志                | 栗本宏志    | 伊藤秀樹 町田真一     | 8月28日        |
| 48          | 揺れる適合者                   | 浦畑達彦    | 本多康之                | 若林漢二    | とみながまり          | 9月4日         |
| 49          | ルル=ベル様の鈴                | 吉田玲子    | 大庭秀昭                | 大庭秀昭    | 清山滋崇              | 9月11日        |
| 50          | 一途な想い                     | 吉田玲子    | 鍋島修                  | 原田奈奈    | 岩佐裕子              | 9月18日        |
| 51          | 出航、東へ                     | 上代務      | 隆一郎                  | 熨斗谷充孝  | 小山知洋              | 9月25日        |
| 第2シーズン |                                |             |                         |             |                       |                |
| 52          | 来襲                           | 砂山蔵澄    | 江上潔                  | 栗本宏志    | 津熊健徳              | 2007年 10月2日 |
| 53          | 咎落ち                         | 浦畑達彦    | 梅本唯                  | 伊藤秀樹    | 町田真一 伊藤秀樹     | 10月9日        |
| 54          | 終わりの夜の始まり             | 浦畑達彦    | 大庭秀昭                | 大庭秀昭    | 中本尚子 原田幸枝     | 10月16日       |
| 55          | 叫び                           | 大久保智康  | 香川豊                  | 原田奈奈    | 清山滋崇              | 10月23日       |
| 56          | デリート                       | 大久保智康  | 本多康之                | 熨斗谷充孝  | 岩佐裕子              | 10月30日       |
| 57          | 消失と再会                     | 山田健一    | 江島泰男                | 江島泰男    | 南伸一郎              | 11月6日        |
| 58          | アジア支部                     | 吉田玲子    | 隆一郎                  | 原田奈奈    | 小山知洋              | 11月13日       |
| 59          | 誓いの道                       | 砂山蔵澄    | 井上修                  | 神原敏昭    | 伊藤秀樹 町田真一     | 11月20日       |
| 60          | 題名―タイトル―                 | 浦畑達彦    | 江上潔                  | 栗本宏志    | とみながまり          | 11月27日       |
| 61          | 沈む黒                         | 浦畑達彦    | 西澤晋                  | 原田奈奈    | 中本尚子 原田幸枝     | 12月4日        |
| 62          | 闇に堕ちた聖女                 | 大久保智康  | 本多康之                | 熨斗谷充孝  | 菅野智之              | 12月11日       |
| 63          | 船斑ぎ少女戻らず               | 山田健一    | 大庭秀昭                | 大庭秀昭    | 岩佐裕子              | 12月18日       |
| 64          | メッセージ                     | 山田健一    | 栗本宏志                | 栗本宏志    | 南伸一郎              | 12月25日       |
| 65          | 上陸                           | 砂山蔵澄    | 井上修                  | 神原敏昭    | 町田真一              | 2008年 1月8日  |
| 66          | 困惑と焦燥                     | 大久保智康  | 江上潔                  | 原田奈奈    | 小山知洋              | 1月15日        |
| 67          | 江戸へ                         | 山田健一    | 大庭秀昭                | 大庭秀昭    | 中本尚 原田幸枝       | 1月22日        |
| 68          | 沈黙                           | 大久保智康  | 江上潔                  | 栗本宏志    | 小山知洋 菅野智之     | 1月29日        |
| 69          | 侵入                           | 浦畑達彦    | 本多康之                | 原田奈奈    | 岩佐裕子              | 2月5日         |
| 70          | 神ノ道化（クラウン・クラウン） | 吉田玲子    | 隆一郎                  | 熨斗谷充孝  | 南伸一郎              | 2月12日        |
| 71          | 記された名前                   | 吉田玲子    | 井上修                  | 神原敏昭    | 町田真一              | 2月19日        |
| 72          | 帝都決戦                       | 砂山蔵澄    | 江上潔                  | 栗本宏志    | 小山知洋              | 2月26日        |
| 73          | 神田、参戦                     | 山田健一    | 香川豊                  | 大庭秀昭    | 中本尚 原田幸枝       | 3月4日         |
| 74          | 江戸消滅                       | 浦畑達彦    | 本多康之                | 原田奈奈    | とみながまり          | 3月11日        |
| 75          | クラウンとオーギュスト         | 大久保智康  | 江島泰男                | 原田奈奈    | 岩佐裕子 菅野智之     | 3月18日        |
| 76          | 鍵とノアの扉                   | 山田健一    | 後藤圭二                | 菅原静貴    | 松本健太郎            | 3月25日        |
| 77          | スキン・ボリック・ルーム       | 浦畑達彦    | 井上修                  | 神原敏昭    | 町田真一              | 4月1日         |
| 78          | 禁忌、三幻式                   | 浦畑達彦    | 江上潔                  | 熨斗谷充孝  | 南伸一郎              | 4月8日         |
| 79          | ノアズ・メモリー               | 浦畑達彦    | 隆一郎                  | 原田奈奈    | 小山知洋              | 4月15日        |
| 80          | ツインズ・トラップ             | 吉田玲子    | 大庭秀昭                | 大庭秀昭    | 中本尚 原田幸枝       | 4月22日        |
| 81          | 借金クライシス                 | 大久保智康  | 江上潔                  | 栗本宏志    | 菅野智之              | 4月29日        |
| 82          | バッドゲーム                   | 山田健一    | 本多康之                | 原田奈奈    | 岩佐裕子 とみながまり | 5月6日         |
| 83          | ジャスデビ、登場               | 砂山蔵澄    | 井上修                  | 神原敏昭    | 町田真一              | 5月13日        |
| 84          | ブラッディ・クロウリー         | 大久保智康  | 江上潔                  | 栗本宏志    | 南伸一郎              | 5月20日        |
| 85          | 闇色ラプソディー               | 山田健一    | 隆一郎                  | 原田奈奈    | 小山知洋              | 5月27日        |
| 86          | ヨワキ ヒト                    | 浦畑達彦    | 大庭秀昭                | 大庭秀昭    | 中本尚 原田幸枝       | 6月3日         |
| 87          | 臨界者                         | 砂山蔵澄    | 江上潔                  | 小野田雄亮  | 菅野智之              | 6月10日        |
| 88          | ラビ                           | 大久保智康  | 本多康之                | 原田奈奈    | 岩佐裕子 とみながまり | 6月17日        |
| 89          | 闇の声                         | 山田健一    | 井上修                  | 神原敏昭    | 町田真一              | 6月24日        |
| 90          | ブラックカーニバル             | 浦畑達彦    | 江上潔                  | 栗本宏志    | 南伸一郎              | 7月1日         |
| 91          | ジャッジメント                 | 吉田玲子    | 島津裕行                | 原田奈奈    | 小山知洋              | 7月8日         |
| 92          | 奏者の影                       | 大久保智康  | 大庭秀昭                | 大庭秀昭    | 菅野智之              | 7月15日        |
| 93          | 旋律                           | 山田健一    | 江上潔                  | 小野田雄亮  | 岩佐裕子 中本尚       | 7月22日        |
| 94          | 帰郷                           | 砂山蔵澄    | 本多康之                | 原田奈奈    | とみながまり          | 7月29日        |
| 95          | 羊と犬                         | 浦畑達彦    | 井上修                  | 神原敏昭    | 町田真一              | 8月5日         |
| 96          | だが進む刻の針                 | 大久保智康  | 江上潔                  | 栗本宏志    | 高橋敦子 原田幸枝     | 8月12日        |
| 97          | 本部襲撃                       | 山田健一    | 島津裕行                | 原田奈奈    | 南伸一郎              | 8月19日        |
| 98          | 元帥の力                       | 砂山蔵澄    | 本多康之                | 原田奈奈    | 小山知洋              | 8月26日        |
| 99          | 色のノア                       | 大久保智康  | 大庭秀昭                | 大庭秀昭    | 菅野智之              | 9月2日         |
| 100         | レベル4                        | 浦畑達彦    | 江上潔                  | 小野田雄亮  | 小山知洋              | 9月9日         |
| 101         | だいきらいなかみさまへ         | 山田健一    | 井上修                  | 神原敏昭    | 町田真一              | 9月16日        |
| 102         | 約束のコトバ                   | 砂山蔵澄    | 本多康之                | 原田奈奈    | とみながまり 中本尚   | 9月23日        |
| 103         | 長い朝に響く                   | 吉田玲子    | 鍋島修                  | 鍋島修      | 岩佐裕子              | 9月30日        |

#### 放送局
2007年で放送終了した放送局は第1シーズンで終了。
| 放送地域       | 放送局           | 放送期間                                               | 放送日時                                      | 放送系列       | 備考             |
| -------------- | ---------------- | ------------------------------------------------------ | --------------------------------------------- | -------------- | ---------------- |
| 関東広域圏     | テレビ東京       | 2006年10月3日 - 2008年9月30日                          | 毎週火曜 18:00 - 18:30                        | テレビ東京系列 | 制作局           |
| 北海道         | テレビ北海道     | 2006年10月3日 - 2008年9月30日                          | 毎週火曜 18:00 - 18:30                        | テレビ東京系列 |                  |
| 愛知県         | テレビ愛知       | 2006年10月3日 - 2008年9月30日                          | 毎週火曜 18:00 - 18:30                        | テレビ東京系列 |                  |
| 大阪府         | テレビ大阪       | 2006年10月3日 - 2008年9月30日                          | 毎週火曜 18:00 - 18:30                        | テレビ東京系列 |                  |
| 岡山県・香川県 | テレビせとうち   | 2006年10月3日 - 2008年9月30日                          | 毎週火曜 18:00 - 18:30                        | テレビ東京系列 |                  |
| 福岡県         | TVQ九州放送      | 2006年10月3日 - 2008年9月30日                          | 毎週火曜 18:00 - 18:30                        | テレビ東京系列 |                  |
| 日本全域       | BSジャパン       | 2006年10月10日 - 2008年10月7日                         | 毎週火曜 19:30 - 20:00                        | BSデジタル放送 |                  |
| 熊本県         | 熊本朝日放送     | 2006年10月14日 - 2007年10月6日                         | 毎週土曜 6:45 - 7:15                          | テレビ朝日系列 |                  |
| 静岡県         | 静岡朝日テレビ   | 2006年10月14日 - 2007年10月27日                        | 毎週土曜 7:00 - 7:30                          | テレビ朝日系列 |                  |
| 広島県         | 広島ホームテレビ | 2006年10月21日 - 2007年11月3日                         | 毎週土曜 6:00 - 6:30                          | テレビ朝日系列 |                  |
| 福島県         | 福島中央テレビ   | 2006年10月21日 - 2007年10月13日                        | 毎週土曜 10:00 - 10:30                        | 日本テレビ系列 |                  |
| 新潟県         | テレビ新潟       | 2006年10月25日 - 2007年3月28日 2007年4月2日 - 11月12日 | 毎週水曜 15:55 - 16:25 毎週月曜 16:20 - 16:50 | 日本テレビ系列 |                  |
| 宮城県         | 東日本放送       | 2006年10月29日 - 2007年11月4日                         | 毎週日曜 6:00 - 6:30                          | テレビ朝日系列 |                  |
| 日本全域       | AT-X             | 2006年11月19日 - 2008年10月19日                        | 毎週日曜 12:00 - 12:30                        | CS放送         | リピート放送あり |
| 滋賀県         | びわ湖放送       | 2007年1月18日 - 2009年5月7日                           | 毎週木曜 19:00 - 19:30                        | 独立UHF局      |                  |
| 日本全域       | アニマックス     | 2007年12月4日 - 2009年12月11日                         | 毎週金曜 19:00 - 19:30                        | CS放送         | リピート放送あり |

#### DVD
初回特典には描き下ろしクリア三方背スリーブケース、カラースーパージュエルケース、スペシャルブックレット封入。また、設定資料集、TCG限定カード、完全生産限定盤のドラマCDなどといった特典もたまに本編CDと共に封入してある。1st stageのDVDシリーズは全13巻発売。2nd stageのDVDシリーズは全13巻発売。

### 第2作
2015年12月に開催されたジャンプフェスタ2016において、新シリーズとして放送されることが発表され、2016年7月より9月まで『D.Gray-man HALLOW』（ディー・グレイマン ハロー）のタイトルでテレビ東京ほかにて放送された。全13話。第1作の放送終了から8年ぶりのアニメ化であるが、ストーリー上は第1作の続編である。タイトルに付け加えられた「HALLOW」は今シリーズのストーリー展開を踏まえ、原作者の星野自らが考案した。
制作会社は第1作同様にトムス・エンタテインメントが担当し、一部のスタッフも続投しているが、声優陣は前作から完全に刷新されている。
キャッチコピーは「破壊者か。救済者か。」。
DVDおよびBlu-rayは全6巻が予定されていたが2016年9月7日に発売の延期が告知され最終的に2017年3月1日に諸般の事情により発売中止が発表された。オンライン配信も行われなくなったがそれらの理由として星野桂が放送期間中にアニメのある版権イラストについてInstagramで「『こういう絵が需要があるから』という考えで作品や、そのキャラクター性を曲げるものを発表することは絶対してはいけないと思っています」「かりにも公式とされている側が、そういう事をしたことはとても残念です」と発言するような認めがたいものがあり、それとの関連性に言及する向きがある。

#### スタッフ（第2作）
- 原作 - 星野桂[22]
- 監督 - 芦野芳晴[22]
- キャラクターデザイン - 椛島洋介[22]
- デザインワークス - 森木靖泰[22]
- エフェクト作画監督 - 川添政和
- 美術設定 - 藤井一志[22]
- 美術監督 - 甲斐政俊[22]
- 色彩設計 - 末永絢子[22]
- 撮影監督 - 金光俊[22]
- 編集 - 長坂智樹[22]
- 音響監督 - 高寺たけし[22]
- 音楽 - 和田薫[22]
- チーフプロデューサー - 鶴木洋介、清水博之、稗田晋→阿相道広
- プロデューサー - 鍋岩晶子、数野高輔、黒﨑静佳、竹葉理沙、小玉慶太
- アニメーションプロデューサー - 片桐秀介
- アニメーション制作 - TMS/8PAN[22]
- 制作 - 「D.Gray-man」製作委員会[22]（トムス・エンタテインメント、テレビ東京、アニプレックス、電通、集英社）

#### 主題歌（第2作）
オープニングテーマ「Key -bring it on, my Destiny-」
作詞・作曲 - 片桐航 / 編曲 - akkin / 歌 - Lenny code fiction
エンディングテーマ「Lotus Pain」
作詞・歌 - 綾野ましろ / 作曲 - 安田史生 / 編曲 - 村田祐一、安田史生

#### 各話リスト（第2作）
| 話数   | サブタイトル     | 脚本       | 絵コンテ          | 演出                | 作画監督                                                                | 総作画監督          | 放送日        |
| ------ | ---------------- | ---------- | ----------------- | ------------------- | ----------------------------------------------------------------------- | ------------------- | ------------- |
| 第1夜  | 14番目           | 横手美智子 | 芦野芳晴          | 芦野芳晴            | 椛島洋介                                                                | -                   | 2016年 7月5日 |
| 第2夜  | ロンリーボーイ   | 山下憲一   | 田頭しのぶ        | 宇根信也 鈴木恭兵   | 関口亮輔、早川淳一 斎藤和也                                             | 椛島洋介            | 7月12日       |
| 第3夜  | 顔を洗えば大丈夫 | 山下憲一   | 田頭しのぶ        | 小野田雄亮          | ふくだのりゆき                                                          | 椛島洋介            | 7月19日       |
| 第4夜  | 聖戦ブラッド     | 樋口達人   | 島津裕行          | 萩原露光            | 中本尚、小澤円                                                          | 長谷部敦志          | 7月26日       |
| 第5夜  | アルマ＝カルマ   | 樋口達人   | 若野哲也          | 前園文夫            | 菅原浩喜、相良理央 嘉村弘之、栗原遊次郎                                 | 椛島洋介            | 8月2日        |
| 第6夜  | friend           | 横手美智子 | 辻初樹 若林あんじ | 斉藤啓也            | 斎藤和也、関口亮輔 早川淳一                                             | 長谷部敦志          | 8月9日        |
| 第7夜  | 徒花の真実       | 山下憲一   | 芦野芳晴          | 金子祥之            | 竹森由加、しまだひであき 秦野好紹                                       | 椛島洋介            | 8月16日       |
| 第8夜  | 覚醒             | 樋口達人   | 田頭しのぶ        | 小野田雄亮 種村綾隆 | ふくだのりゆき、中本尚 伊本龍守、近藤いずみ 須永頼太、吉田美和 三浦雅子 | 岩佐裕子 長谷部敦志 | 8月23日       |
| 第9夜  | リトル・グッバイ | 樋口達人   | 佐藤雄三          | 関暁子              | 小嶌エリナ                                                              | 椛島洋介            | 8月30日       |
| 第10夜 | 絶望の罪人       | 山下憲一   | 芦野芳晴 辻初樹   | 前園文夫            | 菅原浩喜、相良理央 嘉村弘之、栗原遊次郎                                 | 長谷部敦志          | 9月6日        |
| 第11夜 | 隠されたもの     | 山下憲一   | 芦野芳晴 篠原啓輔 | 金子祥之            | 水谷麻美子、中村統子 箕輪悟、渡辺伸弘 上野翔太、ふくだのりゆき          | 椛島洋介            | 9月13日       |
| 第12夜 | My Home          | 樋口達人   | 田頭しのぶ        | 原田奈々            | 関口亮輔、ふくだのりゆき 中本尚、斎藤和也                               | 岩佐裕子 長谷部敦志 | 9月20日       |
| 最終夜 | ウォーカー       | 山下憲一   | 芦野芳晴 辻初樹   | 吉田俊司            | 竹森由加、しまだひであき 秦野好紹、ふくだのりゆき 長谷部敦志            | 椛島洋介            | 9月27日       |

#### 放送局（第2作）
| 放送期間                 | 放送時間                     | 放送局     | 対象地域   | 備考           |
| ------------------------ | ---------------------------- | ---------- | ---------- | -------------- |
| 2016年7月5日 - 9月27日   | 火曜 1:35 - 2:05（月曜深夜） | テレビ東京 | 関東広域圏 | 製作委員会参加 |
|                          |                              | テレビ愛知 | 愛知県     |                |
|                          |                              | テレビ大阪 | 大阪府     |                |
| 2016年7月6日 - 9月28日   | 水曜 0:58 - 1:28（火曜深夜） | BSジャパン | 日本全域   | BS放送         |
| 2016年9月24日 - 12月16日 | 土曜 1:35 - 2:05（金曜深夜） | 奈良テレビ | 奈良県     |                |

| テレビ東京系列 火曜 18:00 - 18:30（アニメ530第2枠）        | テレビ東京系列 火曜 18:00 - 18:30（アニメ530第2枠） | テレビ東京系列 火曜 18:00 - 18:30（アニメ530第2枠）                   |
| 前番組                                                     | 番組名                                              | 次番組                                                                |
| ---------------------------------------------------------- | --------------------------------------------------- | --------------------------------------------------------------------- |
| アニマル横町 （2005年10月4日 - 2006年9月26日）             | D.Gray-man （2006年10月3日 - 2008年9月30日）        | BLEACH （2008年10月7日 - 2012年3月27日） - ※水曜19:26 - 19:55より移動 |
| テレビ東京 火曜 1:35 - 2:05（月曜深夜）                    |                                                     |                                                                       |
| 聖戦ケルベロス 竜刻のファタリテ （2016年4月5日 - 6月28日） | D.Gray-man HALLOW （2016年7月5日 - 9月27日）        | 灼熱の卓球娘 （2016年10月4日 - 12月20日）                             |

## ゲーム
KONAMIより発売。
D.Gray-man 神の使徒達
ニンテンドーDS用ソフト。2007年3月29日発売。
D.Gray-man 奏者ノ資格
PS2用ソフト。2008年9月11日発売。予約特典は豪華声優陣によるオリジナルドラマCD「黒の晩餐会」。
その他、トレーディングカードゲームも発売されている。